# 夢 (プロレスラー)
夢（はるか、2002年4月2日 - ）は、日本の女性元プロレスラー。東京都江戸川区出身。スターダム元所属。
父は接骨院を経営している。そこに風香が治療で通っていたことがプロレスを志すきっかけとなる。

## 所属
- スターダム（2010年 - 2011年）

## 来歴
風香に憧れてシュートボクシングを始め、2010年、風香の一番弟子として入門。
8月29日に行われたSHOOT BOXING WORLD TOURNAMENT Girls S-cup 2010における「風香プロデュース〜女子キッズスペシャルマッチ」に「熊谷夢」として出場して植村風香に判定勝ち。
その後、スターダムにキッズ枠として入団し、リングネームを「夢」とする。11月12日、第1回プロテストで合格。
12月17日。「JEWELS 11th RING」に他の所属選手とともにデモンストレーションを行い、板割りを披露した。
2011年1月23日、新木場1stRINGで開催された「スターダム旗揚げ戦 〜Birth of nova 新星誕生!〜」でプロレスデビュー。「キッズ・ファイト〜夢のプロレス物語〜」と題してパッション・ナッキーと3分1本勝負も時間切れ引き分け。夢は体格が大きくなるまでキッズファイト（3分1本勝負）として試合が組まれることが発表されている。
2月12日、第2戦はパッション・セブンと対戦。
2月27日、第3戦はスターダム所属外として初参戦となる広田さくらと対戦。広田の提案によりレフェリーの掛け声で試合を始め、触れ合った瞬間にゴングがなると言う変則ルールとなった。この試合より新コスチュームとなる。3月27日には広田と再戦する。
4月3日、大阪大会で初めての男子となるえべっさんと対戦。
4月10日、高橋奈苗と対戦。夢は健闘を見せて、高橋から鉢巻をプレゼントされた。
4月24日、ゆずポンマスクと対戦。
4月30日、まず第2試合でマスクド・ヒロヨンと対戦。続いて「元気で行こう!奈苗JAPAN情熱注入」に4番手で登場し、最初「キッズファイトなので3分」とアナウンスされるも、夢は「これはキッズファイトじゃない」ととアピールし、4分に延長された（他選手は5分）。
6月26日、星輝ありさと対戦したが、試合時間が5分に延長された。
7月24日、ケニー・オメガと対戦。
2011年7月に休業。それ以降は表舞台には立たず事実上の引退状態となっている。

## 得意技
- ドリームキック